# 久坂宗次
久坂 宗次（くさか そうじ）は、日本のイラストレーター。

## 作品リスト

### 挿絵
- 帰宅部!（スーパーダッシュ文庫/著者：川嶋一洋）
- ガン×スクール＝パラダイス!（スーパーダッシュ文庫/著者：穂邑正裕）
- 脳内結婚のススメ（『電撃G's magazine』連載コラム/著者：本田透）
- 妹は僕に手を出すなっ!（GA文庫/著者：木緒なち）

### 原画
- サマー・ラディッシュ・バケーション!! 2（OverFlow）
- 聖炎天使エレアノール -Blaze Angel Eleanor-（SAGA PLANETS）

### 漫画
- 埼玉・オブ・ザ・リビング・デッド（コミックメガキューブVol.25掲載）
- はる_いろ（メガミマガジンクリエイターズ連載）
- めんじょぶ（原作・本田透/電撃G's Festival! COMIC連載）

### キャラクターデザイン
- ダイスダイスファンタジア（ブロッコリー）